# Quileros
Se llama "quileros" a las personas que compran comestibles en pequeñas cantidades en comercios instalados en ciudades o villas de la frontera en Brasil para venderlos en el Uruguay. Generalmente son fronterizos, de escasos recursos, que realizan el contrabando a pequeña escala, con recursos muy limitados.

## Características
El traslado de la mercadería se realiza a caballo, carro o en pequeños medios de transporte como bicicletas o motos. La ruta de ingreso no es por las vías de comunicación convencionales, sino por las sierras y llanuras de que componen la geografía del lugar.
Su vida está determinada por la compra y venta en uno o dos días, pues con las ganancias vuelven a comprar nueva mercadería para rehacer diariamente el mismo proceso. 
Su nombre deriva de la asignación dada a su ocupación por los pobladores del departamento de Cerro Largo, especialmente en sus ciudades de Aceguá y Río Branco. Hoy es una figura muy particular de la frontera uruguayo-brasileña, presente especialmente en los departamentos de Cerro Largo, Rivera y Artigas, todos limítrofes con el Brasil.

## Quileros en la cultura popular
Esta nominación se ha recogido en varios poemarios y cancioneros del Uruguay. Entre ellas, el más destacado es el conocido "Camino de los quileros" del cantautor uruguayo Osiris Rodríguez Castillos.
Más recientemente son nombrados y protagonistas en la película El baño del Papa, que se estrenó en 2007 y ganó varios premios internacionales.
- Datos: Q6094792